# جان جوهانسون
جان جوهانسون (بالإنجليزية: Jean Johanson)‏ هي نحّاتة أمريكية، ولدت في 3 أكتوبر 1911، وتوفيت في 1 مارس 2000.